# Gare de Gatteville
La gare de Gatteville était une gare ferroviaire française de la ligne de Cherbourg à Barfleur, située au lieu-dit la Gare sur le territoire de la commune de Gatteville-le-Phare dans le département de la Manche) en région Normandie.
Elle est mise en service en 1911 par la Compagnie des chemins de fer de la Manche (CFM) et fermée à tous trafics en 1950.

## Situation ferroviaire
Établie à 15 mètres d'altitude, la gare de Gatteville était située sur la ligne de Cherbourg à Barfleur entre les gares de Tocqueville - Gouberville et de Barfleur. S'intercalaient les haltes de Néville et de Quénanville.

## Histoire

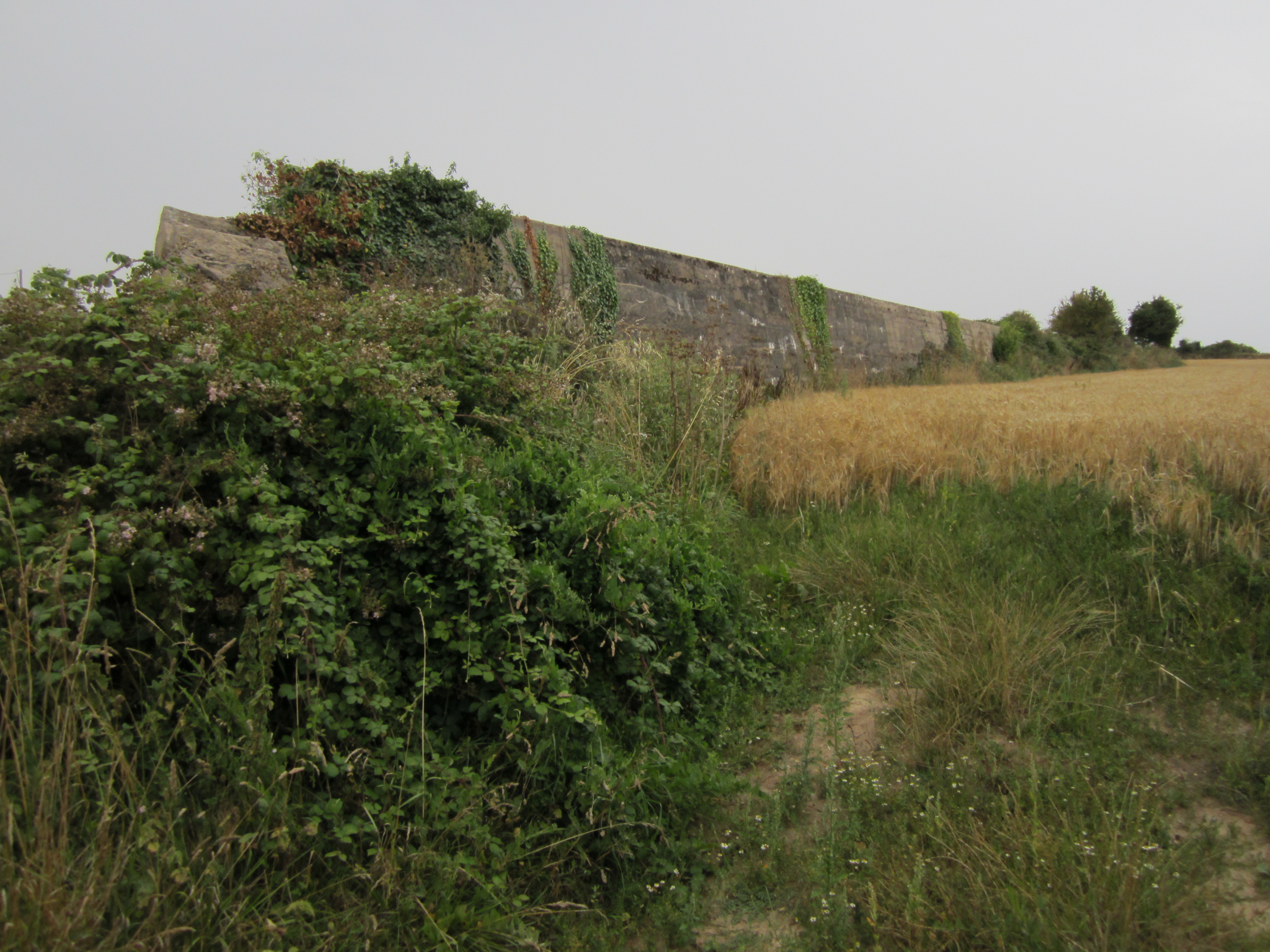
Quai de chargement construit par les Allemands

La gare de Gatteville est mise en service le 8 juillet 1911 par la Compagnie des chemins de fer de la Manche (CFM), lorsqu'elle ouvre à l'exploitation la ligne, à voie normale, de Cherbourg à Barfleur. Elle dispose d'un bâtiment voyageurs et à proximité est installé le dépôt de la ligne avec remise et atelier pour l'entretien du matériel roulant et un bâtiment regroupant le magasin, les bureaux et le logement du responsable. Ces installations permettent l'entretien à l'abri de neuf locomotives en même temps.
En 1924, les conseillers municipaux s'inquiètent pour la pérennité du dépôt sur leur commune du fait de projets de regroupement des lignes du réseau départemental. Ils manifestent vivement leur refus de cette solution. Néanmoins en 1926 la gare perd la majeure partie des activités de son dépôt qui sont transférées en gare de Saint-Vaast-la-Hougue qui est plus centrale après les modifications survenues au réseau. 
En 1936, la Société centrale de chemins de fer (SCF), avec le soutien de la commune qui lui octroie une subvention de 10 000 francs, réaménage l'ancien dépôt en atelier alimenté à l'électricité, un « réseau basse tension d'une puissance de 15 chevaux ». En 1948 le dépôt n'a plus d'activité.
En 1942, Les Allemands construisent un quai de chargement destiné au transport du sable extrait du cordon dunaire de l'étang de Gattemare jusqu'à Cherbourg ; ce sable était utilisé  dans le cadre de la réalisation du Mur de l'Atlantique.
Après les destructions de la fin de la Seconde Guerre mondiale la gare est de nouveau desservie jusqu'au passage du dernier train qui marque la fermeture de la ligne le 30 septembre 1950.
En décembre 2024, le quai de chargement, conservé dans sa presque intégralité, est inscrit au titre des Monuments historiques, au sein d'une liste de dix-huit vestiges de la Seconde Guerre.mondiale.

## Après le chemin de fer
En 2007, le bâtiment voyageurs est toujours présent, il est devenu une habitation privée.

## Service des voyageurs
Gare fermée et désaffectée.